# Arides
Arides és un antic poble, despoblat d'antic, del terme municipal de la Guingueta d'Àneu, a la comarca del Pallars Sobirà. Pertanyia a l'antic terme d'Escaló. Estava situat a l'extrem nord-est del terme d'Escaló, en el Pla d'Arides. Havia tingut l'església de Sant Andreu d'Arides, actualment del tot desapareguda.